# Castel Gabbiano
Castel Gabbiano (lombardul: Castèl Gabià) település Olaszországban, Lombardia régióban, Cremona megyében. Lakosainak száma 476 fő (2023. január 1.). Castel Gabbiano Camisano, Casale Cremasco-Vidolasco, Fara Olivana con Sola, Isso, Mozzanica és Sergnano községekkel határos.

## Népesség
A település lakossága az elmúlt években az alábbi módon változott:
| Lakosok száma | 474  | 475  | 457  | 476  |
|               | 2013 | 2017 | 2018 | 2023 |